# Сашка Каран
Савка Газивода (6. март 1964), познатија под именом Сашка Каран, југословенска и српска је певачица народне музике. Прославила се песмом „Срце пуно барута“, као и бројним учешћима у ријалити програмима.

## Биографија
Први албум Осмех заварава снимила је 1990. године, а неке од песама су: Хеј лудушко, Осмех заварава и Мачка из чачка. Већ следеће 1991. године излази следећи албум, Срце пуно барута, а неке од песама су: Срце пуно барута, Дуго сам, дуго чекала, Сто дана и сто ноћи. Трећи албум Одличан 5 изашао је 1993. године, а неке од песама су: Одличан 5, Срце куца тика така, Хеј Миле моје пиле.
Први албум Осмех заварава снимила је 1990. године, а неке од песама су: Хеј лудушко, Осмех заварава и Мачка из чачка. Већ следеће 1991. године излази следећи албум, Срце пуно барута, а неке од песама су: Срце пуно барута, Дуго сам, дуго чекала, Сто дана и сто ноћи. Трећи албум Одличан 5 изашао је 1993. године, а неке од песама су: Одличан 5, Срце куца тика така, Хеј Миле моје пиле.
Сашкин четврти албум излази у продукцији ПГП-РТС 1994. године, под називом Један и један су три, а неке од песама су: Буди увек поред мене, Даћу, даћу, Ево ме, венем. Следећи албум снимила је 1995. године, а албум носи назив Обожавам жестоке момке, а посебно се издвојила песма Он је маг, он је бог. Након овог албума Сашка се повлачи са естраде до 2001, када излази албум Укрштеница 2001. године, а 2005. године излази албум Лепа као грех.
Занимљиво је да је још 1983. играла у филму Иди ми, дођи ми.
Позната је као учесник више ријалити програма. Године 2013. учесник је четврте сезоне ријалитија Фарма, затим 2015. године је учесник треће и четврте сезоне ријалитија Парови и године 2016. поново је учествовала на Фарми у седмој сезони. Године 2017. учесник је ријалитија Задруга.

## Дискографија
Албуми и лп
- Осмех заварава (1990, Југодиск)
- Срце пуно барута (1991, ПГП РТБ)
- Сашка (1993, ЗаМ)
- Један и један су три (1994, ПГП РТС)
- Обожавам жестоке младиће (1994, ПГП РТС)
- Враголанка (2000, Реноме, реноме)
- Укрштеница (2001, Гранд продакшн)
- Лепа као грех (2005, Голд мјузик)

## Фестивали
- 2013. Моравски бисери - Срце куца, јелек пуца - трећа награда публике